# Cathédrale de Chieti
La cathédrale Saint-Justin de Chieti (en italien : cattedrale di San Giustino) est une église catholique romaine de Chieti, en Italie. Il s'agit de la cathédrale de l'archidiocèse de Chieti-Vasto.

## Trésor de la cathédrale
La cathédrale conserve dans son trésor le Missel de Juan Borja réalisé pour le cardinal Juan Borgia offert par le cardinal Guido de Médicis (it).

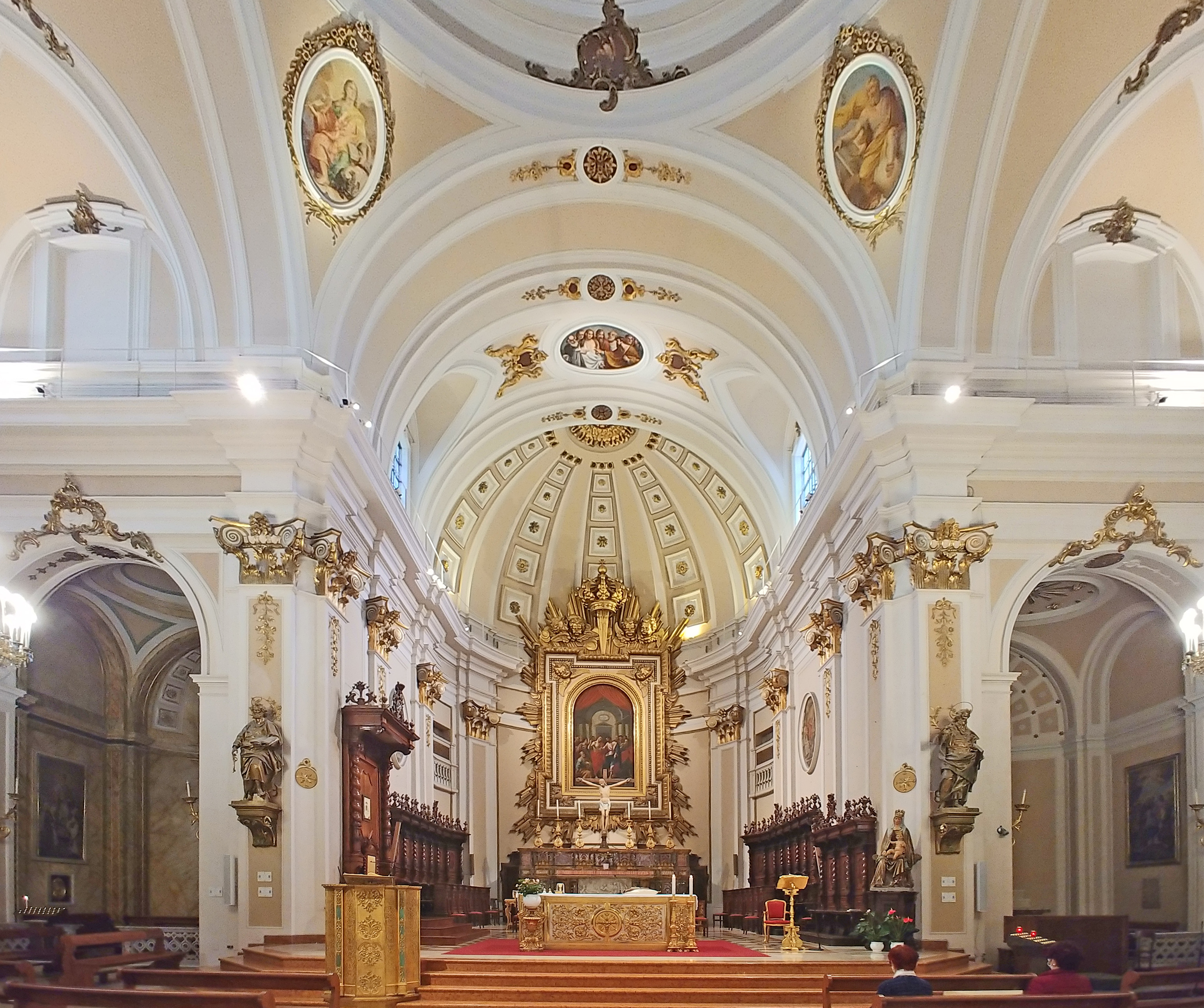
Maître-autel et abside.
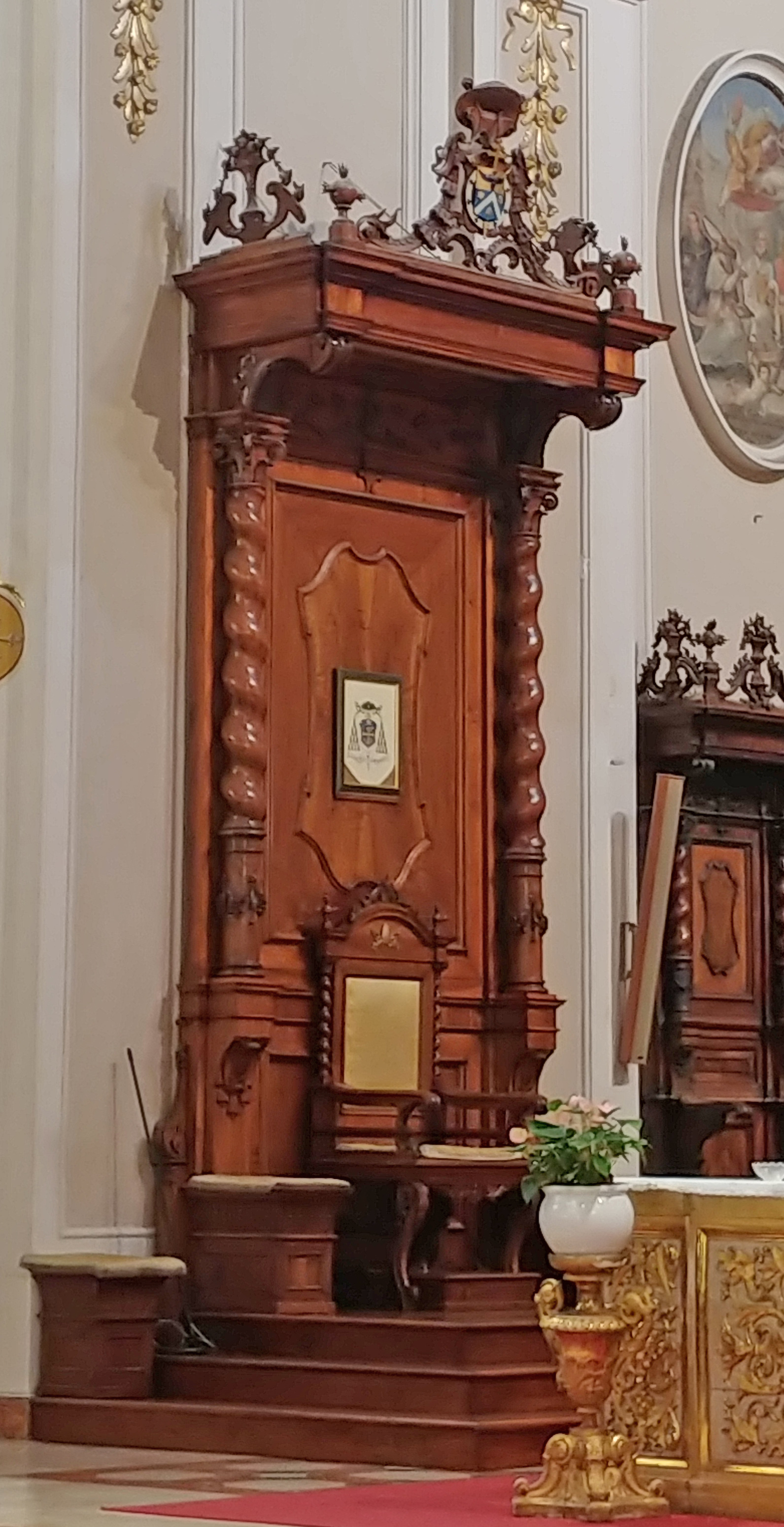
Siège épiscopal ou cathèdre.
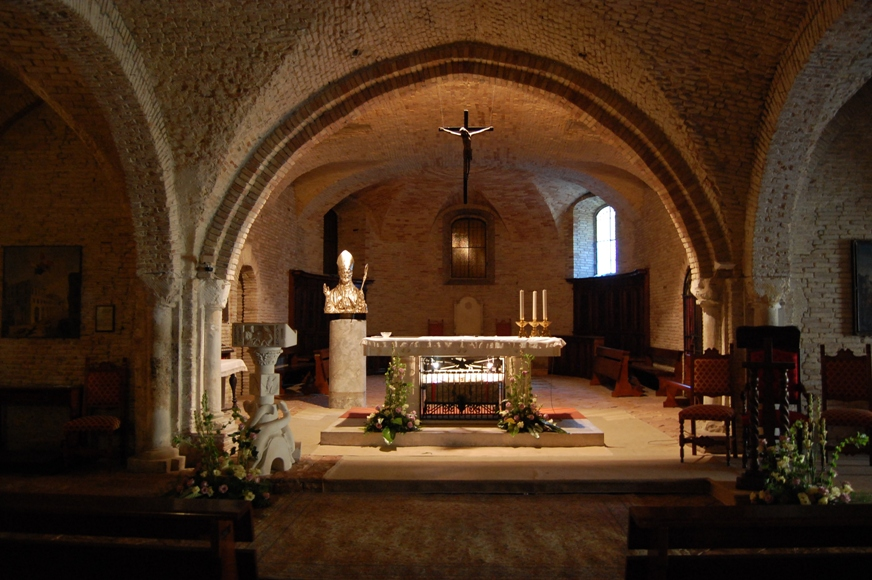
Crypte.